# ホリーズ
ホリーズ（英: The Hollies）は、イギリスのロックバンド。1962年に結成され、ブリティッシュ・インヴェイジョンを代表するバンドの一つであり、3声のハーモニーが特徴だった。1966年に発売したシングル『バス・ストップ』でアメリカでも大ヒットを記録した。2010年にロックの殿堂入りをした。

## 来歴
アラン・クラークとグラハム・ナッシュの2人は、マンチェスター市内の小学校の同級生として出会った。2人は親友となり、ギターを弾きながら歌うコーラス・デュオを結成。エヴァリー・ブラザーズの影響をうけた「リッキー・アンド・デイン（ヤング）」と名乗るデュオは活動の場を広げ、エリック・ヘイドックがベーシストとして在籍していたバンドとの共演を果たした。2人はヘイドックと新バンドの結成を決断する。そしてドラムのドン・ラスボーン、リードギターのヴィック・ファレルを加え、1962年に「ドミネイターズ・オブ・リズム」というバンドが結成された。
同年12月、マンチェスターのライブハウス｢オアシス・クラブ｣に出演した際、楽屋で関係者からバンド名を問われたメンバーは、ホリーズと紹介するよう答えた。ナッシュは、バディ・ホリーへのあこがれから「ホリーズ」と名付けたと回想している。ファレルは安定した生活を捨ててプロになることに難色を示し、バンドを脱退してしまう。ギタリスト不在となったホリーズは、アマチュア・バンド「ザ・ドルフィンズ」のギタリストで16歳のトニー・ヒックスを勧誘した。
1963年1月、リヴァプールのキャヴァーン・クラブに出演したホリーズは、ビートルズに続くバンドを探していたEMIパーロフォンのプロデューサーであったロン・リチャーズの接触を受けた。直ちにEMIのオーディションに合格したホリーズは、パーロフォンと所属契約を結ぶ。
1963年4月、ホリーズのプロとして初の録音がアビイ・ロードにあるEMIスタジオで行われる。そして翌5月にシングル『(Ain't That) Just Like Me』でレコード・デビューし、全英シングルチャートで最高位25位を獲得した。だが、ラスボーンの技量に満足していなかったリチャーズはドラマーの交代を勧め、ラスボーンをロード・マネージャーに転向させる。後任にはヒックスのドルフィンズ時代の僚友であったボビー・エリオットが加入した。これによりクラーク、ナッシュ、ヒックス、エリオット、ヘイドックの5人体制が完成した。
1963年12月、3枚目のシングルの『ステイ』が初の全英チャート上位10位に到達した。1964年1月に発売したファースト・アルバム『ステイ・ウィズ・ザ・ホリーズ』は、全英2位の大ヒットを記録する。この成功により、デビュー1年未満の新人バンドでありながら、ホリーズは3月にNMEポールウィナーズ・コンサートへの出演を決めた。1966年にはヘイドックがマネジメント料を巡る問題で脱退し、後任のベーシストにはヒックスとエリオットの旧知の仲であった元ドルフィンズのバーニー・カルヴァ―トが加入する。同年6月のシングル「バス・ストップ」は全英シングルチャートで最高位5位、Billboard Hot 100でも最高位5位を獲得し、ホリーズは世界的な知名度を獲得した。
1966年10月、5枚目のアルバム『フォー・サーテン・ビコーズ』は、クラーク、ナッシュ、ヒックスによる自作曲だけで構成された初のアルバムとなった。続く1967年6月、サイケデリック・ロックを中心とする『エヴォリューション』を発表。同年シングルでは「オン・ア・カルーセル」「キャリー・アン」などを発表しヒットさせた。同年11月には前作に引き続きサイケデリック調のアルバム『バタフライ』を発表する。しかし、ナッシュが主導したこのアルバムと、同時期にナッシュが作曲したシングル「キング・マイダス」の商業的失敗により、ポップな楽曲を志向していたクラークとヒックスから反発を招いてしまう。
1968年、ボブ・ディランのカバーのみで構成されたアルバムを録音する際、ナッシュが難色を示しバンドと対立、同年12月に脱退することとなる。その後ナッシュはバーズを脱退したデヴィッド・クロスビー、バッファロー・スプリングフィールドのスティーブン・スティルスと共にクロスビー、スティルス&ナッシュを結成した。後にニール・ヤングも加わり、クロスビー、スティルス、ナッシュ&ヤング（CSN&Y）となった。なおナッシュ離脱前の1968年4月に、日本公演を果たしている。
一方のホリーズは1969年2月、スウィンギング・ブルー・ジーンズのテリー・シルヴェスターを加えシングル「ごめんねスザンヌ」を発表。同年5月にはボブ・ディランのカバーアルバム『ホリーズ・シング・ディラン』を発表した。1970年には「ヒー・エイント・ヘヴィ・ヒーズ・マイ・ブラザー(兄弟の誓い)」をヒットさせている。
1971年12月、クラークがソロ活動をするため脱退。クラークの後任としてスウェーデン人歌手ミカエル・リックフォースをボーカルとして加えるも、人気は低迷。しかし皮肉にも1972年5月にクラーク脱退前の楽曲「ロング・クール・ウーマン（喪服の女）」が発売され全米2位に到達する。1973年にはバンドからの要請でクラークが再加入。1974年に発売されたシングル「安らぎの世界へ」がヒットした。
1980年代はカムバック・ヒットを放ったのが目立つ程度だが、バンドは音楽活動を継続した。1996年、『Buddy Holly Tribute - Not Fade Away』に収録の「Peggy Sue Got Married」はバディ・ホリーの音源にホリーズがコーラスと演奏を加えたものであり、この録音のためにナッシュが一時的に復帰した。2000年にクラークが癌の妻を看病するため脱退。後任にはザ・ムーブ のカール・ウェインが加入するも2004年に他界。その後ピーター・ハワースが加入し、2006年には23年ぶりのアルバム『ステイン・パワー』、2009年にはハワース加入後2作目のアルバム『ゼン・ナウ・オールウェイズ』を発表した。
2010年、ロックの殿堂入りを果たした。

## メンバー
現在のラインナップ
- トニー・ヒックス (Tony Hicks) – リードギター、バック・ボーカル (1963年–)
- ボビー・エリオット (Bobby Elliott) – ドラム (1963年–)
- レイ・スタイルズ (Ray Stiles) – ベース (1986年–1990年、1991年–)
- イアン・パーカー (Ian Parker) – キーボード (1991年–)
- ピーター・ハワース (Peter Howarth) – リード・ボーカル、リズム・ギター (2004年–)
- スティーヴ・ラウリ (Steve Lauri) – リズム・ギター、バック・ボーカル (2004年–)

旧メンバー
- アラン・クラーク (Allan Clarke) : リード・ボーカル、ハーモニカ、ギター (1962年-1971年、1973年-1978年、1978年-1999年)
- グラハム・ナッシュ (Graham Nash) : リズム・ギター、ボーカル (1962年-1968年、1982年-1983年、1995年-1996年)
- エリック・ヘイドック (Eric Haydock) : ベース (1962年-1966年)
- ドン・ラスボーン (Don Rathbone) : ドラム (1962年-1963年)
- バーニー・カルヴァート (Bernie Calvert) : ベース、ピアノ (1966年-1981年)
- テリー・シルヴェスター (Terry Sylvester) : リズム・ギター、ボーカル (1969年-1981年)
- ミカエル・リックフォース (Mikael Rickfors) : リード・ボーカル、ハーモニカ、ギター (1971年-1973年)
- アラン・コーツ (Alan Coates) : ギター、ボーカル (1981年-2004年)
- デニス・ハインズ (Denis Haines) : キーボード (1981年-1988年)
- スティーヴ・ストラウド (Steve Stroud) : ベース (1981年-1985年)
- カール・ウェイン (Carl Wayne) : リード・ボーカル (2000年-2004年)

## ディスコグラフィ

### アルバム

#### イギリス盤
- 『ステイ・ウィズ・ザ・ホリーズ』 - Stay with The Hollies (1964年)
- 『イン・ザ・ホリーズ・スタイル』 - In The Hollies Style (1964年) ※旧邦題『これがホリーズ・スタイル』
- 『ホリーズ』 - Hollies (1965年) ※旧邦題『ホリーズ登場!』
- 『ウッド・ユー・ビリーヴ?』 - Would You Believe? (1966年)
- 『フォー・サーテン・ビコーズ』 - For Certain Because (1966年)
- 『エヴォリューション』 - Evolution (1967年)※旧邦題『栄光のホリーズ』
- 『バタフライ』 - Butterfly (1967年)
- 『ホリーズ・シング・ディラン』 - Hollies Sing Dylan (1969年)
- 『ホリーズ・シング・ホリーズ』 - Hollies Sing Hollies (1969年)
- 『コンフェッションズ・オブ・ザ・マインド』 - Confessions of the Mind (1970年)
- 『ディスタント・ライト』 - Distant Light (1971年)
- 『ロマニー』 - Romany (1972年)
- 『アウト・オン・ザ・ロード』 - Out on the Road (1973年)
- Hollies (1974年)
- Another Night (1975年)
- Write On (1976年)
- 『ロシアン・ルーレット』 - Russian Roulette (1976年)
- A Crazy Steal (1978年)
- 『531-7704』 - Five Three One-Double Seven o Four (1979年)
- 『バディ・ホリー』 - Buddy Holly (1980年)
- 『ホワット・ゴウズ・アラウンド』 - What Goes Around... (1983年)
- 『ステイン・パワー』 - Staying Power (2006年)
- Then, Now, Always (2009年)

#### アメリカ盤
- 『ヒア・アイ・ゴー・アゲイン』 - Here I Go Again (1964年)
- 『ヒア!ヒア!』 - Hear! Here! (1965年)
- 『ビート・グループ!』 - Beat Group! (1966年)
- 『バス・ストップ』 - Bus Stop (1966年)
- Stop! Stop! Stop! (1967年)
- Evolution (1967年)
- Dear Eloise / King Midas in Reverse (1967年)
- Words and Music by Bob Dylan (1969年)
- He Ain't Heavy, He's My Brother (1969年)
- 『ムーヴィング・フィンガー』 - Moving Finger (1970年)
- Distant Light (1972年)
- Romany (1972年)
- Out on the Road (1973年)
- Hollies (1974年)
- Another Night (1975年)
- A Crazy Steal (1978年)
- What Goes Around... (1983年)

### シングル
基本的にUKでのリリースに基づく。
- "(Ain't That) Just Like Me" / "Hey What's Wrong With Me" (1963年)
- 「サーチン」 - "Searchin'" / "Whole World Over"
- "Stay" / "Now's The Time"
- "Just One Look" / "Keep Off That Friend of Mine" (1964年)
- "Here I Go Again" / "Baby That's All"
- "We're Through" / "Come on Back"
- 「イエス・アイ・ウイル」 - "Yes I Will" / "Nobody" (1965年)
- 「アイム・アライヴ」 - "I'm Alive" / "You Know He Did"
- 「恋は窓から」 - "Look Through Any Window" / "So Lonely"
- 「恋をするなら」 - "If I Needed Someone" / "I've Got a Way of My Own"
- 「アイ・キャント・レット・ゴー」 - "I Can't Let Go" / "Running Through the Night" (1966年)
- 「バス・ストップ」 - "Bus Stop" / "Don't Run And Hide"
- 「紳士泥棒のテーマ」 - "After The Fox" / "The Fox-Trot" (Side B not by the Hollies) (1966年)
- 「ストップ・ストップ・ストップ」 - "Stop! Stop! Stop!" / "It's You"
- 「恋のカルーセル」 - "On a Carousel" / "All the World Is Love" (1967年)
- 「キャリー・アン」 - "Carrie Anne" / "Signs That Will Never Change" (1967年)
- 「キング･マイダス」 - "King Midas in Reverse" / "Everything Is Sunshine" (1967年)
- 「ジェニファー・エクルス」 - "Jennifer Eccles" / "Open Up Your Eyes" (1968年)
- 「リッスン・トゥ・ミー」 - "Listen to Me" / "Do the Best You Can" (1968年)
- 「ごめんねスザンヌ」 - "Sorry Suzanne" / "Not That Way at All" (1969年)
- 「兄弟の誓い」 - "He Ain't Heavy, He's My Brother" / "'Cos You Like to Love Me" (1970年)
- 「迷える僕」 - "I Can't Tell the Bottom From the Top" / "Mad Professor Blyth" (1970年)
- 「懐かしのガソリン･アレー」 - "Gasoline Alley Bred" / "Dandelion Wine" (1970年)
- "Hey Willy" / "Row the Boat Together" (1971年)
- 「ロング･クール･ウーマン (喪服の女)」 - "Long Cool Woman in a Black Dress" / "Cable Car" (1972年)
- "The Baby" / "Oh Granny"
- "Magic Woman Touch" / "Indian Girl"
- "The Day That Curly Billy Shot Down Crazy Sam Mcgee" / "Born a Man" (1973年)
- 「安らぎの世界へ」 - "The Air That I Breathe" / "No More Riders" (1974年)
- "Son of a Rotten Gambler" / "Layin' to the Music"
- "I'm Down" / "Hello Lady Goodbye"
- "Sandy (4th Of July, Asbury Park)" / "Second Hand Hang-Ups" (1975年)
- "Boulder to Birmingham" / "Crocodile Woman" (1976年)
- "Star" / "Love Is the Thing"
- "Daddy Don't Mind" / "C'mon"
- "Wiggle That Wotsit" / "Corrine"
- "Hello to Romance" / "48 Hour Parole" (1977年)
- "Amnesty" / "Crossfire"
- "Something to Live For" / "Song of the Sun" (1979年)
- "Soldier's Song" / "Draggin' My Heels" (1980年)
- "Heartbeat" / "Take Your Time"
- "Holliedaze" / "Holliepops" (1981年)
- "Take My Love and Run" / "Driver"
- 「ストップ・イン・ザ・ネイム・オブ・ラヴ」 - "Stop! In the Name of Love" / "Musical Pictures" (1983年)
- "Too Many Hearts Get Broken" / "You're All Woman" (1985年)
- "This Is It" / "You Gave Me Strength" (1987年)
- "Reunion of the Heart" / "Too Many Hearts Get Broken"
- "He Ain't Heavy, He's My Brother" / "Carrie" (1988年, Reissue)
- "Find Me a Family" / "No Rules" (1989年)
- "Purple Rain / Naomi" / "Two Shadows" (1990年, On sale at concert venues only)
- "The Woman I Love" / "Purple Rain (Live)" (1993年)
- "Hope" / "Shine on Me" (2005年)
- "So Damn Beautiful" / "Too Much Too Soon" (2006年)